# 伊斯哈克·马萨利耶夫
伊斯哈克·阿布萨马托维奇·马萨利耶夫（俄语：Исха́к Абсама́тович Масали́ев；1960年5月21日—），吉尔吉斯斯坦政治家，吉尔吉斯斯坦共产党人党主席，阿布萨马特·马萨利耶夫公共基金会主任，吉尔吉斯斯坦荣誉律师，现任最高议会议员。

## 生平
1960年5月21日，出生于吉尔吉斯苏维埃社会主义共和国奥什市。1977年，毕业于伏龙芝市第27中学。1982年，毕业于吉尔吉斯国立大学；同年，加入苏联共产党。